# Dwain Chambers
Dwain Chambers (Dwain Anthony Chambers; * 5. April 1978 im London Borough of Islington) ist ein ehemaliger britischer Leichtathlet und American-Football-Spieler. Seine Spezialdisziplinen waren der 100-Meter-Lauf und die 4-mal-100-Meter-Staffel.

## Biografie
Chambers machte erstmals 1995 auf sich aufmerksam, als er Junioreneuropameister über 100 Meter wurde. Diesen Erfolg wiederholte er 1997, und er lief gleichzeitig einen neuen Juniorenweltrekord mit 10,06 s. Bei den Europameisterschaften 1998 in Budapest gewann er hinter seinem Landsmann Darren Campbell die Silbermedaille. Ein Jahr später, bei den Weltmeisterschaften 1999 in Sevilla, wurde er Zweiter mit der Staffel. Er war der Schlussläufer und stellte zusammen mit Jason Gardener, Darren Campbell und Marlon Devonish mit 37,73 s einen Europarekord auf.
Bei den Europameisterschaften 2002 in München gewann er im 100-Meter-Lauf vor Francis Obikwelu und mit der britischen 4-mal-100-Meter-Staffel Gold. Daraufhin wurde er zu Europas Leichtathlet des Jahres gewählt. Ein Jahr später gewann er bei den Weltmeisterschaften mit der Staffel Bronze. Aufgrund seiner Dopingvergehen wurden alle Medaillen von 2002/03 nachträglich aberkannt.
Im Oktober 2003 wurde Chambers positiv auf das Steroid Tetrahydrogestrinon getestet. Nach einer Anhörung am 22. Februar 2004 sperrte ihn der britische Leichtathletikverband für zwei Jahre. Die IAAF annullierte zudem jede seiner Laufleistungen zwischen dem 1. Januar 2002 und 1. August 2003, darunter die Egalisierung des Europarekordes von Linford Christie am 14. September 2002. Chambers’ Trainer Remi Korchemny war am Bay Area Laboratory Co-Operative (BALCO) beteiligt; gegen dieses Unternehmen lief in den USA eine Strafuntersuchung wegen illegalen Handels von Dopingmitteln. Während seiner Dopingsperre versuchte er, als American-Football-Spieler Fuß zu fassen. Bei den San Francisco 49ers in der National Football League wurde er jedoch nicht in die Mannschaft aufgenommen. Ein erneuter Versuch fand bei den Tryouts der NFL Europe vom 5. bis 9. März 2007 statt. Dort wurde er von den Hamburg Sea Devils verpflichtet.
Chambers kehrte aber in die Leichtathletik zurück. Bei den Europameisterschaften 2006 war er erstmals wieder bei einem Großereignis am Start. Er erreichte das Finale über 100 Meter und gewann mit der britischen 4-mal-100-Meter-Staffel den Europameistertitel. Bei den Hallenweltmeisterschaften 2008 gewann er Silber über 60 Meter.

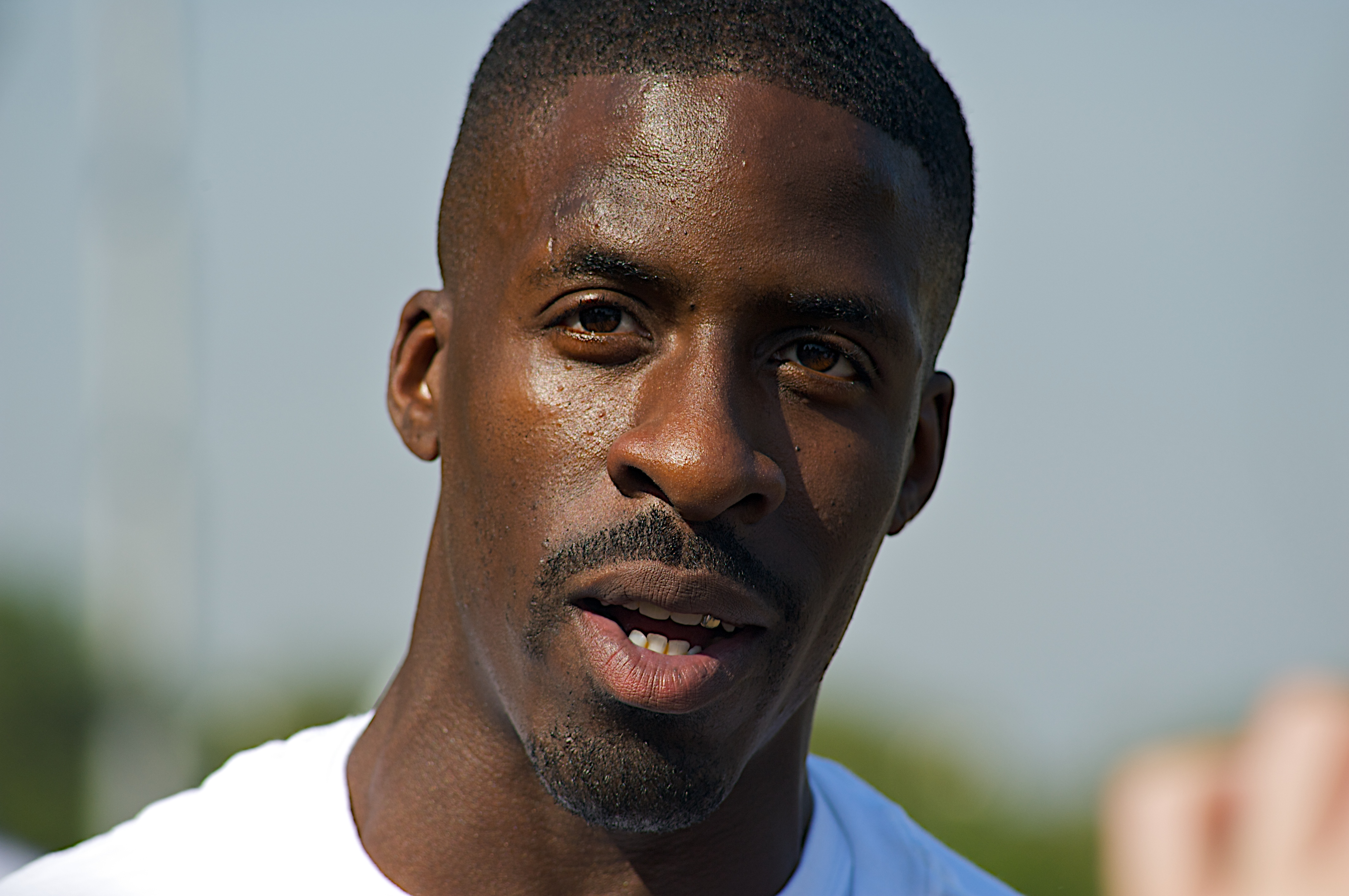
Dwain Chambers 2008

Bei den Halleneuropameisterschaften 2009 in Turin lief Chambers bereits im Halbfinale über 60 Meter mit 6,42 s europäischen Rekord, wobei er nur drei Hundertstelsekunden hinter dem Hallenweltrekord zurückblieb. Mit dieser Leistung verbesserte er den vier Jahre alten Halleneuroparekord des Franzosen Ronald Pognon um drei Hundertstelsekunden und liegt damit in der ewigen Weltbestenliste auf dem dritten Rang (Stand: September 2009). Das Europameisterschaftsfinale gewann Chambers in 6,46 s mit einem deutlichen Vorsprung.
Auch danach war Chambers vor allem im Winter erfolgreich. 2010 gewann er Gold bei den Hallenweltmeisterschaften, 2011 Silber bei den Halleneuropameisterschaften und 2012 Bronze bei den Hallenweltmeisterschaften. Bei den Olympischen Spielen in London schied er im Halbfinale aus. Zu Beginn der Weltmeisterschaften 2017 verkündete er seinen Rücktritt.
Am 20. März 2024 nahm er an den Halleneuropameisterschaften der Senioren, in Torun (Polen), teil. In seiner Altersklasse (M45) wurde er mit einer Zeit von 6,93 s Europameister über 60 m.
Dwain Chambers ist 1,80 m groß und wiegt 83 kg.